# Marins Alves de Araújo Viana
Marins Alves de Araújo Viana, auch Vianinha genannt (* 10. Mai 1909 in São Roque, São Paulo; † 7. Mai 1972 in São Paulo) war ein brasilianischer Fußballspieler.
Der Verteidiger Vianinha entstammt vermutlich den Reihen des CA Paulista oder des SC Corinthians Paulista.
Fernando Giudicelli, einer der ersten Brasilianer der sich in Europa als professioneller Fußballspieler verdingte und sich zudem auch als Spielervermittler betätigte, überzeugte bei einem Brasilien-Aufenthalt 1935 Vianinha und den Torwart Jaguaré Bezerra de Vasconcelos von Corinthians von den Verdienstmöglichkeiten in Italien. Nach der Überfahrt erfuhren sie in Lissabon vom Abessinienkrieg und nahmen aufgrund dessen Abstand von einer Weiterreise nach Italien. Sie wurden aber schon bald von Sporting Lissabon aufgenommen. Diese drei waren die ersten Brasilianer bei Sporting.
Während Giudicelli, der zu Real Madrid weiterzog, und Jaguaré, der in der folgenden Zeit große Erfolge bei Olympique Marseille erlebte, alsbald anderweitig anzutreffen waren, verblieb Vianinha und gewann mit Sporting erst die Stadt- und dann die nationale Meisterschaft. Am zweiten Spieltag der zweiten Ausspielung der portugiesischen Liga am 22. März 1936 war er Teil der Mannschaft Sportings, die beim FC Porto eine historische 1:10-Niederlage erlitt. Er kam beim Verein auf 28 Einsätze, bei denen er ein Tor erzielte.
In der folgenden Saison folgte er zunächst auf den Spuren Giudicellis, der mittlerweile beim Erstligisten FC Antibes in Südfrankreich spielte. Unter dem Namen Viana bestritt er für die Antibois fünf Ligaspiele und erzielte dabei zwei Treffer.
Im weiteren Verlauf des Spieljahres kehrte er nach Portugal zurück und wurde dort der erste Brasilianer in der Vereinsgeschichte des FC Porto. Er gilt dort als einer der bedeutenderen Spieler der Mannschaft die die portugiesische Meisterschaft 1936/37 errang. Beim 3:2-Finalsieg über Sporting wird berichtet, dass er den gefährlichsten Angreifer der Hauptstädter, Dados de Soeiro, der in 219 Spielen für Sporting 208 Treffer erzielte, erfolgreich ausschaltete. Zudem stellte er per Elfmeter den 3:1-Zwischenstand her. In der Saison 1938/39 gewann er mit Porto die Ligameisterschaft.

## Erfolge
Benfica
- Meisterschaft von Portugal: 1935/36, 1933/37

Porto
- Meisterschaft von Portugal: 1938/39